# Almería
Almería는 미국의 얼터너티브 록 밴드 라이프하우스 (Lifehouse)의 여섯번째 정규 앨범이며 2012년 12월 11일에 발매되었다. 앨범의 제목인 Almería는 많은 클래식 서부 영화의 촬영지였던 스페인의 도시 알메리아에서 따왔다. 앨범의 프로듀서는 이전 라이프하우스 정규 앨범들을 프로듀싱해 온 주드 콜 (Jude Cole)이 맡았다. 앨범의 첫번째 싱글은 영국의 가수 나타샤 베딩필드 (Natasha Bedingfield)가 피처링한 "Between the Raindrops"로 앨범 공개 이전인 9월에 먼저 공개되었다.
2013년 7월 24일, 제이슨 웨이드 (Jason Wade)는 라이프하우스가 Geffen Records와 결별했으나 음악활동은 계속 할 것임을 밴드의 공식 페이스 북 페이지를 통해 밝혔다.
| 전문가 평가                                       | 전문가 평가 |
| 평가 점수                                         | 평가 점수   |
| 출처                                              | 점수        |
| ------------------------------------------------- | ----------- |
| All Music (Stephen Thomas Erlewine)               | [ 1 ]       |
| CCM Magazine (Andy Argyrakis)                     | [ 2 ]       |
| Entertainment Weekly (Grady Smith)                | B           |
| Evigshed Magazine (Sylvie Lesas)                  | [ 4 ]       |
| Jesus Freak Hideout (Bert Gangl) (Michael Weaver) | ·           |
| Melodic.net (Johan Wippsson)                      | [ 7 ]       |
| Under The Gun Review                              | 7/10        |

## 배경
Almería는 라이프하우스의 이전 정규 앨범들과는 다른 스타일의 음색 - 미국 남부 특유의 서던 록 (Southern Rock)의 음색을 사용하였다. 이에 대하여 리드 보컬 제이슨 웨이드는 빌보드와의 인터뷰에서 다음과 같이 밝혔다. "우리는 뭔가 새로운 것, 새로운 밑그림을 그리고 싶었어요. 우리의 음악이 뭔가 변화되고 발전돼야 한다고 생각했죠."

## 수록곡
- 모든 곡들은 주드 콜 (Jude Cole)과 라이프하우스 (Lifehouse)에 의해 제작되었다.

| #            | 제목                                               | 작곡                                                   | 재생 시간 |
| ------------ | -------------------------------------------------- | ------------------------------------------------------ | --------- |
| 1.           | 〈Gotta Be Tonight〉                               | 제이슨 웨이드                                          | 3:11      |
| 2.           | 〈Between the Raindrops〉 (feat. 나타샤 베딩필드)  | 제이슨 웨이드, 주드 콜, 제이콥 캐셔                    | 4:45      |
| 3.           | 〈Nobody Listen〉                                  | 제이슨 웨이드, 주드 콜                                 | 3:40      |
| 4.           | 〈Moveonday〉                                      | 제이슨 웨이드, 주드 콜                                 | 4:03      |
| 5.           | 〈Slow Motion〉                                    | 제이슨 웨이드, 주드 콜                                 | 5:22      |
| 6.           | 〈Only You're the One〉                            | 제이슨 웨이드, 주드 콜                                 | 3:29      |
| 7.           | 〈Where I Come From〉                              | 제이슨 웨이드                                          | 3:52      |
| 8.           | 〈Right Back Home〉 (feat. 피터 프렌텀, 찰스 존스) | 제이슨 웨이드, 주드 콜, 브라이스 소더버그, 릭 울스텐험 | 3:58      |
| 9.           | 〈Barricade〉                                      | 제이슨 웨이드, 주드 콜                                 | 3:04      |
| 10.          | 〈Aftermath〉                                      | 제이슨 웨이드                                          | 3:47      |
| 총 재생 시간 | 총 재생 시간                                       | 총 재생 시간                                           | 39:21     |

| #            | 제목                       | 작곡          | 재생 시간 |
| ------------ | -------------------------- | ------------- | --------- |
| 11.          | 〈Lady Day〉               | 제이슨 웨이드 | 3:37      |
| 12.          | 〈Pins & Needles〉         | 제이슨 웨이드 | 3:03      |
| 13.          | 〈Rolling Off the Stone〉  | 제이슨 웨이드 | 3:33      |
| 14.          | 〈Always Somewhere Close〉 | 제이슨 웨이드 | 3:00      |
| 총 재생 시간 | 총 재생 시간               | 총 재생 시간  | 52:34     |

## 차트

### 앨범
| 차트 (2012)               | 최고 순위 |
| ------------------------- | --------- |
| 미국 빌보드 200           | 55        |
| 미국 탑 록 앨범 (빌보드)  | 12        |
| 미국 디지털 앨범 (빌보드) | 17        |

## 참여
라이프하우스 (Lifehouse)
- 제이슨 웨이드 (Jason Wade) – 리드 보컬, 리듬 기타
- 릭 울스텐험(Rick Woolstenhulme Jr.) – 드럼, 퍼커션
- 브라이스 소더버그 (Bryce Soderberg) – 베이스 기타, 세컨 보컬
- 밴 캐리 (Ben Carey) – 리드 기타, 세컨 보컬

그 외의 참여 뮤지션
- 나타샤 베딩필드 (Natasha Bedingfield) — "Between the Raindrops"에서 보컬
- 피터 프램턴 (Peter Frampton) — "Right Back Home"에서 보컬
- 찰스 존스 (Charles Jones) — "Right Back Home"에서 보컬

프로덕션
- 주드 콜 (Jude Cole) — 프로덕션

## 참고 사항
1. ↑  Erlewine, Stephen Thomas (2012년 12월 11일). “Almería - Lifehouse”. AllMusic. 2012년 12월 20일에 확인함.
2. ↑  Argyrakis, Andy (2013년 2월 1일). “Lifehouse: Almeria (Geffen Records)”. 《CCM Magazine》. 56쪽. 2014년 7월 16일에 원본 문서에서 보존된 문서. 2013년 2월 7일에 확인함.
3. ↑  Smith, Grady (2012년 12월 7일). “Albums: Dec. 14, 2012: Reviews of the latest releases from Game, and Lifehouse”. Entertainment Weekly. 2013년 4월 13일에 원본 문서에서 보존된 문서. 2012년 12월 20일에 확인함.
4. ↑  Lesas, Sylvie (2012년 12월 14일). “Lifehouse Almeria Album Review”. Evigshed Magazine. 2013년 1월 23일에 원본 문서에서 보존된 문서. 2013년 2월 7일에 확인함.
5. ↑  Gangl, Bert (2012년 12월 14일). “Lifehouse, "Almería" Review”. Jesus Freak Hideout. 2012년 12월 20일에 확인함.
6. ↑  Weaver, Michael (2012년 12월 17일). “Lifehouse, "Almería" Review”. Jesus Freak Hideout. 2012년 12월 20일에 확인함.
7. ↑  Wippsson, Johan (2012년 12월 11일). “Review: Lifehouse - Almeria”. Melodic.net. 2016년 3월 3일에 원본 문서에서 보존된 문서. 2012년 12월 17일에 확인함.
8. ↑  “REVIEW: Lifehouse- 'Almeria =Under the Gun Review”. 2012년 12월 17일. 2014년 7월 16일에 원본 문서에서 보존된 문서. 2014년 7월 15일에 확인함.
9. ↑  “Lifehouse on New Album 'Almeria': 'Our Sound Needed To Evolve'”. 《Billboard》. Prometheus Global Media. 2012년 11월 24일에 확인함.
10. ↑  "Lifehouse 차트 역사 (빌보드 200)". 빌보드.
11. ↑  "Lifehouse Album & Song Chart History" 빌보드. 프로메테우스 글로벌 미디어.
12. ↑  "Album & Song Chart History" 빌보드 Digital Albums for Lifehouse. 프로메테우스 글로벌 미디어.